# Martin Niemöller
Martin Niemöller (ur. 14 stycznia 1892 w Lippstadt, zm. 6 marca 1984 w Wiesbaden) – niemiecki pastor luterański, teolog i działacz antynazistowski. Był zwolennikiem niezależności ideowej i organizacyjnej Kościoła od państwa. Po II wojnie stał się radykalnym działaczem na rzecz pokoju i rozbrojenia.

## Życiorys

### Zawodowy wojskowy
Był wychowanym w mocno konserwatywnym otoczeniu synem pastora, po otrzymaniu matury służył w cesarskiej marynarce wojennej. W lutym 1916 został mianowany drugim oficerem okrętu podwodnego SM U-73, następnie służył na SM U-39. W sierpniu 1917 został mianowany pierwszym oficerem na U-151. Brał udział w zatopieniu wielu statków handlowych. Od 15 czerwca 1918 dowodził UC-67, w rok później z powodu niechęci do demokratycznego rządu Republiki Weimarskiej porzucił zawodową służbę wojskową i ożenił się z Elsą Barmer. Wspólnie z żoną próbował zająć się rolnictwem, ale trudności finansowe skłoniły go do rozpoczęcia studiów teologicznych w Münster, które ukończył w 1923. W 1920 roku jako dowódca batalionu akademickiego Freikorpsu uczestniczył w krwawym tłumieniu powstania robotniczego w Zagłębiu Ruhry.

### Pastor i działacz antynazistowski
Po ukończeniu studiów i wikariacie pracował jako misjonarz Misji wewnętrznej, ewangelickiej organizacji zajmującej się pomocą społeczną. W 1931 został pastorem w dzielnicy Berlina – Dahlem, gdzie duże wpływy mieli pronazistowscy „Niemieccy Chrześcijanie”. Popierał wówczas Adolfa Hitlera i był stałym zwolennikiem NSDAP, głosował na partie w marcu 1933 roku. W 1933 roku z radością powitał wprowadzenie „ustroju wodzowskiego”. Był zwolennikiem nazistowskiej koncepcji „pozytywnego chrześcijaństwa”, podzielał nazistowskie poglądy antysemickie, twierdził, że Żydzi mają zbyt duże wpływy w Niemczech i źle wpływają na kulturę kraju, był też zagorzałym wrogiem lewicy, marksizmu i komunizmu.
Po dojściu Hitlera do władzy w styczniu 1933 roku stopniowo sprzeciwiał się uzależnianiu Kościołów od państwa i podważaniu podstawowych zasad chrześcijaństwa. Niemniej jednak na wieść o wyborczym zwycięstwie NSDAP zareagował entuzjastycznie, wysyłając do Hitlera telegram o treści: Pozdrawiamy naszego Führera, dziękując za męskie i jasne słowa, które wróciły Niemcom honor. My, pastorzy ewangeliccy, zapewniamy o naszej całkowitej wierności i gorących modlitwach. W ciągu kilku miesięcy zmienił poglądy, a w maju 1933 został współzałożycielem Ruchu Młodoreformacyjnego. Jego niechęć wobec nazizmu wzmogły ustawy norymberskie, które wykluczały osoby pochodzenia żydowskiego z Kościołów. Sprzeciw Niemöllera wynikał z innego rozumienia antysemityzmu, ochrzczeni Żydzi jego zdaniem nie powinni być represjonowani, ponieważ po przyjęciu chrztu przestają być Żydami. Niemöller wciąż podzielał jednak nazistowski antysemityzm w kwestii Żydów, którzy nie przyjęli chrztu, uważał, że są oni na wieki potępieni i źli. Sprzeciwiał się jednak prześladowaniom, twierdził, że Żydzi zostali wystarczająco ukarani przez Boga. We wrześniu 1933 założył „Związek Samopomocy Pastorów” (niem. Pfarrernotbund) – ogólnoniemiecką organizację, niosącą pomoc duchownym prześladowanym ze względów rasowych. Do końca roku należało do niej 6000 pastorów.
Niemöller z teologiem Karlem Barthem był jednym ze współautorów „Deklaracji z Barmen” (30 maja 1934), która odrzucała możliwość współpracy protestantów z narodowymi socjalistami. Na tej podstawie utworzył „Kościół Wyznający”, który odcinał się od duchownych, współpracujących z hitlerowcami, określając ich jako „odstępców od wiary”. Potępiał też „Niemieckich Chrześcijan” za ich działania wrogie chrześcijaństwu i szerzenie nienawiści narodowościowej.
Mimo to niektórzy historycy jak R. Lammersdorf uważają, że do czasu stanowiącej punkt zwrotny konfrontacji z Hitlerem w styczniu 1934 roku „Niemöller prezentował się jako oportunista, który nie sprzeciwiał się politycznym celom Hitlera, a zwrócił się przeciw nazistom, dopiero gdy Hitler zagroził atakiem na Kościół”. W kazaniach jeszcze w 1935 roku zdarzały mu się akcenty antysemickie, a generalnie jego postawa nie dorównywała bardziej zdecydowanym towarzyszom z Kościoła Wyznającego, jak zapomniany dziś Hermann Maas.

### Uwięzienie
W styczniu 1934 wraz z grupą innych duchownych został zaproszony do Kancelarii Rzeszy w Berlinie, gdzie rozmawiał z Hitlerem. Spotkanie miało burzliwy przebieg. Hitler zarzucił Niemöllerowi działalność antypaństwową i nie przyjął jego zapewnień, że kieruje się on przekonaniami religijnymi oraz „troską o Trzecią Rzeszę”.
Od tego czasu zmuszony był jako opozycjonista do działania w coraz większej konspiracji. Radykalizowały się także jego poglądy: otwarcie określał oficjalnych zwierzchników Kościołów protestanckich jako „niegodnych heretyków” i „wrogów chrześcijaństwa”. Takie poglądy budziły wśród wiernych obawę przed represjami ze strony państwa i coraz więcej osób opowiadało się za formą ograniczonej współpracy z III Rzeszą; doprowadziło to do podziału „Kościoła Wyznającego” na radykalną mniejszość i większość, która wybrała kolaborację.
Od 1935 Niemöller zorganizował wraz z kilkuset innymi pastorami protesty przeciwko wewnętrznej polityce III Rzeszy; w szczególności protestował przeciwko antysemickim i rasistowskim poglądom Alfreda Rosenberga. Spowodowało to natychmiastowe aresztowanie Niemöllera. W lipcu 1937 ponownie go aresztowano i w lutym 1938 skazano na 9 miesięcy więzienia. Ponieważ na poczet kary zaliczono mu pobyt w areszcie śledczym, został zwolniony, ale zaraz za progiem aresztu zatrzymało go Gestapo. Na osobiste polecenie Hitlera przewieziono go do obozu koncentracyjnego Sachsenhausen, gdzie miał zginąć na szubienicy. Życie uratowały mu protesty w prasie brytyjskiej i międzynarodowej, zorganizowane przez anglikańskiego lorda-biskupa George’a Bella.
Mimo to jako szczery nacjonalista Niemöller uważał, że jego obowiązkiem jest „walka za ojczyznę” i po wybuchu II wojny światowej złożył podanie o uwolnienie z obozu i skierowanie do służby we flocie niemieckiej. Podanie oczywiście odrzucono, a w rok później przeniesiono go do obozu koncentracyjnego w Dachau, gdzie przebywało wielu duchownych z Niemiec, Austrii i krajów podbitych (przede wszystkim z Polski). W czasie uwięzienia doszedł do wniosku, iż Kościół nie tyle powinien „służyć ludowi”, co „wszystkim ludom”, działając na rzecz obalenia granic między państwami oraz zlikwidowania różnic „rasowych i ideologicznych”. Wtedy też uznał, że niemieckie Kościoły ponoszą dużą część odpowiedzialności za dojście narodowego socjalizmu do władzy.

### Działalność powojenna
24 kwietnia 1945 włączono go do transportu zakładników i więźniów specjalnego znaczenia z Dachau do południowego Tyrolu, gdzie po tygodniu zostali uwolnieni z rąk SS (które miało rozkaz zabicia więźniów w razie klęski) przez żołnierzy Wehrmachtu pod dowództwem kapitana Wicharda von Alvenslebena. W późniejszych latach starał się bronić Niemców przed nadużyciami ze strony alianckich wojsk okupacyjnych. Porównywał te nadużycia do postępowania nazistów. Przez niemiecki Kościół ewangelicko-augsburski traktowany był podejrzliwie jako „buntownik”, tym niemniej starał się działać na rzecz demokratyzacji i odbudowy protestantyzmu.
W 1947 wybrano go naczelnym pastorem Kościoła w Hesji-Nassau; tę funkcję sprawował do 1965. Przygotował wspólne „wyznanie winy” protestantów niemieckich uznające współodpowiedzialność za poparcie dla narodowego socjalizmu, działał na rzecz rozwoju ekumenizmu (w latach 1961–1968 był jednym z przewodniczących Rady Ekumenicznej).
Protestował przeciwko powstaniu RFN i militaryzacji tego państwa, działał przeciwko „zimnej wojnie”, na rzecz pokoju i powszechnego rozbrojenia. Wyjeżdżał do ZSRR za życia Stalina i wraz z trzema religijnymi działaczami pokojowymi Północnego Wietnamu podczas wojny. Stał się radykalnym pacyfistą; twierdził m.in. że każdy chrześcijanin ma prawo odmówić służby wojskowej.

### Nagrody i odznaczenia
Był wielokrotnie odznaczony, m.in. Wielkim Krzyżem Zasługi RFN, Leninowską Nagrodą Pokoju, Medalem Pokoju im. Alberta Schweitzera i Złotym Medalem Pokoju NRD. Otrzymał doktoraty honoris causa uniwersytetów w Eden, Chicago, Budapeszcie, Delhi, Getyndze i Halifaksie.

### Twórczość
Najbardziej rozpoznawalny z całej twórczości Niemöllera jest wiersz występujący w języku polskim pod tytułem Kiedy przyszli....

Kiedy naziści przyszli po komunistów, milczałem,

nie byłem komunistą.

Kiedy zamknęli socjaldemokratów, milczałem,

nie byłem socjaldemokratą.

Kiedy przyszli po związkowców, nie protestowałem,

nie byłem związkowcem.

Kiedy przyszli po Żydów, milczałem,

nie byłem Żydem.

Kiedy przyszli po mnie, nie było już nikogo, kto mógłby zaprotestować.

W oryginale:

Als die Nazis die Kommunisten holten, habe ich geschwiegen,

ich war ja kein Kommunist.

Als sie die Sozialdemokraten einsperrten, habe ich geschwiegen,

ich war ja kein Sozialdemokrat.

Als sie die Gewerkschafter holten, habe ich nicht protestiert,

ich war ja kein Gewerkschafter.

Als sie die Juden holten, habe ich geschwiegen,

ich war ja kein Jude.

Als sie mich holten, gab es keinen mehr, der protestieren konnte.

Istnieją kontrowersje dotyczące wymienionych grup i kolejności, w jakiej pojawiają się w tekście. Oprócz Żydów, komunistów, socjaldemokratów i związkowców pojawiają się nieuleczalnie chorzy, Świadkowie Jehowy, mieszkańcy okupowanych krajów, katolicy, szkoły, prasa i Kościół. Wynika to stąd, że Niemöller od 1946 roku wplatał powyższy tekst do swoich przemówień i często go modyfikował. Poza tym niektóre źródła cytują ludzi przytaczających wypowiedzi Niemöllera, co wprowadza dodatkowy zamęt. O różnych wersjach tego słynnego cytatu można przeczytać na stronie profesora Marcuse, naukowca specjalizującego się w historii III Rzeszy.